# Live at Kelvin Hall
Live at Kelvin Hall (The Live Kinks i USA) är ett livealbum av The Kinks utgivet i januari 1968. De flesta låtarna kommer från 1966, men här finns "You Really Got Me" och ett långt hårdrocks-jam på slutet som bland annat inkluderar Batman-temat. Volymen på publiken är hög.

## Låtlista
1. Till the End of the Day - 3:20
2. A Well Respected Man - 2:25
3. You're Lookin' Fine - 3:03
4. Sunny Afternoon - 4:40
5. Dandy - 1:43
6. I'm on an Island - 2:53
7. Come on Now - 2:28
8. You Really Got Me - 2:20
9. Milk Cow Blues (Sleepy John Estes) (medley)
10. Batman Theme (Neal Hefti) (medley)
11. Tired of Waiting for You - 8:30 (medley)